# Батагов, Таймураз Джетагазович
Таймура́з Джетага́зович Бата́гов (осет. Бӕтӕгаты Таймураз; 16 февраля 1940, Беслан — 17 сентября 2024, Северная Осетия) — советский и российский государственный деятель, генерал-майор юстиции в отставке, депутат Верховного Совета РСФСР и Российской Федерации в 1990—1992 годах (депутат Совета национальностей) и Народный депутат России в 1990—1993 годах.

## Биография
Родился 16 февраля 1940 года в Беслане. Отец — участник Великой Отечественной войны, погиб на фронте; мать скончалась в возрасте 53 лет. Дядя по отцовской линии — также участник Великой Отечественной войны, один из первых командиров «Катюш», подполковник, прокурор. Детство  провёл в Беслане: по собственным воспоминаниям, сдавал в пункт приёма до 6-7 кг килограммов топинамбура, чтобы заработать хоть какие-нибудь деньги и купить школьные принадлежности. По окончании школы работал некоторое время рубщиком на Бесланском шпальном заводе железобетонных конструкций. Проходил военные сборы в Новороссийске и срочную службу в Дрездене (призван в июле 1959 года). На выбор его профессии повлиял случай хищения денег у офицера в воинской части в ГДР (огромная сумма «подъёмных» немецких марок) и последующее раскрытие преступления следователями военной прокуратуры.
После армии Таймураз поступил в Саратовский юридический институт при конкурсе 12 человек на место. В школе он не изучал немецкий язык, однако убедил профессоров заглянуть в личное дело, чтобы получить допуск к экзамену, и успешно справился с соответствующим экзаменом. Во время учёбы занимался вольной борьбой, от руководства УВД Саратовской области и председателя спортивного общества «Динамо» получил предложение работать в органах и принял его. Он окончил вечернее отделение института в 1967 году и продолжил службу в милиции, начав со стажёра в детской колонии. Последовательно в своей карьере занимал посты оперуполномоченного, начальника отделения, заместителя начальника и начальника уголовного розыска.
Карьеру продолжил в МВД Северо-Осетинской АССР в возрасте 27 лет, работал на посту заместителя начальника уголовного розыска под руководством главы МВД республики Геннадия Алексеева. В 1976 году он возглавил уголовный розыск республиканского ведомства и взялся за расследование волны разбойных нападений на магазины, склады и торговые базы в республике, некоторые из которых завершались убийствами. В ходе операции усилиями Батагова была задержана банда из четырёх человек (Дзиов, Сидаков, Кокоев и Льянов), которая успела украсть два вагона овечьей шерсти и продать их, а позже намеревалась на ЗИЛ-130 протаранить машину инкассаторов. При обыске были обнаружены крупная сумма денег, спрятанная в двух парах женской обуви, и около 10 мешков рогов и копыт; группе инкриминировали десять разбойных нападений (в том числе два с убийствами). За раскрытие дела Батагов получил звание Заслуженного работника МВД СССР.
Позже Батагов лично вёл расследование массового убийства в ресторане «София» в селе Эльхотово, случившееся на празднествах по случаю дня рождения работницы районного потребительского общества Дзилиховой. Бандиты ворвались в здание с целью ограбления и хладнокровно расстреляли 10 человек: среди гостей должны были быть начальник милиции, судья, секретарь райкома и председатель райисполкома, однако они задержались на тот момент, что и спасло им жизнь. Расследование контролировал лично глава МВД СССР Николай Щёлоков. Всех четверых нападавших (Гигиров, Кяров, Губачиков и главарь Османов) милиционеры, несмотря на небольшой состав уголовного розыска и единственный автомобиль ГАЗ-69 в распоряжении, быстро задержали: их опознала выжившая после нападения, но тяжело раненая Залина Карсанова. Случившееся получило название «Дело четверых», всех арестованных по приговору суда расстреляли. По словам Батагова, это дело легло в основу его дипломной работы Академии МВД СССР, которую он окончил в 1982 году.
Саму учёбу в Академии МВД СССР Батагов проходил с 1980 года, будучи подполковником; учился на факультете № 1 («Подготовка руководящего состава МВД УВД»). По окончании учёбы вернулся в республиканское МВД, главой которого был уже Вячеслав Комиссаров. За два года службы в республиканском ведомстве сменил три руководящие должности (начальник отдела охраны общественного порядка, начальник 5-го отдела (спецкомендатуры) и начальник Информационного центра). В 1984 году занял пост заместителя министра внутренних дел Северо-Осетинской АССР: должность он получил после визита в Москву, однако прождал три дня, прежде чем была завершена проверка личного дела Батагова. С 1 по 3 декабря 1988 года он фактически руководил операцией по освобождению детей, взятых в заложники группой рецидивистов в Орджоникидзе, за что был награждён орденом Красного Знамени.
В 1990 году был избран в Верховный Совет РСФСР как член Совета (Совет национальностей, до 21 апреля 1992 года) и как депутат (Народный депутат с 18 марта 1990 по 24 сентября 1993 года, формально лишён поста по статье 10 «за участие в перевороте или неявку»). Был членом Международного комитета и Конституционной комиссии, а также участником Конституционного совещания (единственный представитель Северной Осетии). За работу над проектом Конституции РФ получил благодарность Президента России. В декабре 1991 года Батагов стал последним, кому присвоили в СССР звание генерал-майора (с формулировкой «За миротворческую парламентскую деятельность»).
С 1998 по 2010 годы работал заместителем председателя арбитражного суда Республики Северная Осетия — Алания.
Умер 17 сентября 2024 года в Северной Осетии в возрасте 84 лет.

## Награды
Отмечен следующими наградами:
- Орден Красного Знамени (1988)
- Медаль «За отвагу»
- Медаль «В ознаменование 100-летия со дня рождения Владимира Ильича Ленина»
- Медаль «Ветеран труда»
- Медаль «50 лет Вооружённых Сил СССР»
- Медаль «50 лет советской милиции»
- Медаль «70 лет Победы в Великой Отечественной войне 1941—1945 гг.»
- Медаль «Во славу Осетии»
- Медали «За безупречную службу» всех трёх степеней
- Медаль «200 лет МВД России»
- Заслуженный работник МВД СССР[2]
- Медаль «Владикавказ — город воинской славы»[11]

## Семья
Супруга — Нателла, врач. Две дочери: одна работает врачом, вторая — в МВД Северной Осетии. Согласно интервью 2018 года, один из внуков Таймураза Батагова, Сармат, учился на 5-м курсе Московского государственного юридического университета имени О. Е. Кутафина.